# Meppel
Meppel () è una municipalità dei Paesi Bassi di 32 399 abitanti situata nella provincia di Drenthe.